# Sonate pour piano no 2 de Schumann
Pour les articles homonymes, voir Sonate pour piano (homonymie).

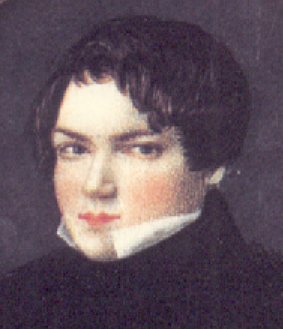
Robert Schumann.

La Sonate pour piano no 2 en sol mineur opus 22 est la seconde des trois sonates pour clavier de Robert Schumann. Composée entre 1833 et 1836, cette page se vit attribuer un nouveau finale composé par le compositeur en 1838, Clara Schumann trouvant le final originel trop ardu. La sonate est dédiée à Henriette Voigt.

## Structure
1. So rasch wie möglich « aussi vite que possible », schneller - noch schneller « plus vite - encore plus vite » (en sol mineur, à 
)
2. Andantino (en ut majeur,à 
) Getragen « soutenu »
3. Scherzo: Sehr rasch und marquiert « très rapide et marqué » (en sol mineur, à 
)
4. Presto: Rondo (en sol mineur, à 
). [Presto passionato (à 
, version de 1835)]

## Deuxième mouvement
Le deuxième mouvement est une adaptation du lied Im Herbste publié à titre posthume. Le lied fut écrit en juin 1830.

## Remplacement du final
Dans une lettre du 3 mars 1838, Clara Schumann écrit :
"Je me réjouis infiniment de la deuxième sonate, elle me rappelle nombre d'heures heureuses mais aussi douloureuses. Je l'aime, tout comme toi ; tout ton être s'exprime si clairement à travers elle, et puis elle n'est pas par trop incompréhensible. Mais une chose encore : veux-tu laisser le dernier mouvement entièrement tel qu'il était à l'origine ? Change-le plutôt un peu et rends-le plus facile, car il est quand même trop ardu. Moi, je le comprends parfaitement et je le joue aussi au besoin, mais les gens, le public et même les connaisseurs, pour qui en vérité on écrit, eux ne comprennent pas cela. Tu ne m'en veux pas, n'est-ce pas ? Tu m'as écrit que je devais t'écrire ce que je pensais comme si tu étais mon mari."
Robert Schumann répond alors les 17/18 mars : "tu as vraiment raison pour le dernier mouvement de la sonate, il me déplait au plus haut point (mis à part quelques moments passionnés), à tel point que je le rejette entièrement".
Le 29 décembre 1838, Robert Schumann informe Clara : "j'envoie ces jours-ci la sonate en sol mineur pour la mise sous presse ; j'ai écrit ici le dernier mouvement ; il est très facile mais s'accorde très bien au premier par son caractère. J'ai laissé aussi le 1er mouvement tel que je l'ai inventé la première fois [1833], donc non pas comme tu le connais. Mais il te conviendra."
Le final original est publié début 1866, par Johannes Brahms, chez Rieter-Biedermann à Winterhur.

## Numéro d'opus
Il s'agit de la dernière sonate pour piano de Robert Schumann, si on considère les numéros d'opus : les autres sont l'opus 11 (sonate no 1) et l'opus 14 (sonate no 3). Le fait qu'elle est le numéro d'opus le plus élevé provient de retards de publication, car l'auteur a composé les mouvements à des moments différents.

## Discographie sélective
- Sviatoslav Richter (EMI)
- Karl Engel (Valois)
- Brigitte Engerer (Philips, 1980)
- Rafal Blechacz CD (Accord/ Naxos, 2005)